# 오사카 메트로 나가호리쓰루미료쿠치선
오사카 메트로 나가호리쓰루미료쿠치선(일본어: 長堀鶴見緑地線)은 오사카 메트로 노선 가운데의 하나이다. 일본 오사카부 오사카시 다이쇼구에 있는 다이쇼역과 가도마시에 있는 가도마미나미 역을 잇는다. 노선 색은 연두색■이다.
1990년에 교바시역에서 쓰루미 녹지 역에 이르는 첫 완공 구간이 개통되었을 때에는 쓰루미료쿠치선으로 노선명이 붙었지만, 1996년에 나머지 연장 구간들이 개통됨과 동시에 현재 노선명으로 최종 개칭되었다. 공식 명칭이 너무 길기 때문에, 예전 노선명인 쓰루미료쿠치선이나 나가호리선, 나가쓰루선 등으로 불리기도 한다.

## 개요
1990년에 꽃박의 개최에 맞춰 쓰루미 녹지선이라는 노선명으로 교바시역-쓰루미 녹지역간이 개업했다. 1996년에 교바시역에서 신사이바시역까지 연신되어 이때 나가호리 쓰루미 녹지선으로 개칭되었다. 1997년에는 신사이바시역에서 나가호리도리 지하를 더욱 서신시켜 다이쇼역까지 개업함과 동시에 쓰루미 녹지역에서 동쪽으로 연신하여 몬진난역까지 개업했다. 시 중심부에서는 동서 노선의 역할을 하지만, 남북 방향으로 접혀 시 남서부와 시 북동부 및 문진시를 연결한다.
표준 궤도이면서 종래의 차량보다 단면적이 작은 철륜식 리니어 모터 미니 지하철을 채용했다. 일본 최초의 철륜식 리니어 모터 미니 지하철이기 때문에 개업에 앞서 남항 매립지에 실험선을 건설해 데이터 수집, 승무원의 숙련 운전에 충당했다. 철륜식 리니어 모터 지하철은 그 후 도영 지하철 오에도선, 고베 시영 지하철 해안선, 후쿠오카시 지하철 나나쿠마선, 요코하마 시영 지하철 그린라인, 센다이시 지하철 도자이선에서도 채용되고 있다.
최초의 구간이 개업한 1990년 3월부터 신사이바시역까지 연신된 1996년 12월까지는 다른 지하철 노선과는 연결되어 있지 않고, 환승하는 경우는 교바시역에서 오사카 환상선 등을 경유한 후 환승할 필요가 있었다. 다이쇼역까지의 연신 후는, Osaka Metro의 다른 모든 지하철 노선과의 환승이 가능한 노선이 되고 있다. 신교통시스템인 난항 포트타운선과의 환승역은 없고, 중앙선 또는 4개교선을 통해 환승할 필요가 있다.
후발로 건설된 지하철 노선 때문에 기존 노선(나중에 개통한 이마리 근선을 제외한다)보다 심부를 달리기 때문에 다른 지하철 노선과 교차하는 도심부를 중심으로 역 홈이 꽤 깊은 위치에 있다. 이 때문에, 환승이나 홈으로부터 지상까지의 이동에 시간이 걸리는 경우가 많지만, 헤세이가 되어 있는 개업 노선이기도 하고, 배리어 프리는 충실하다. 그러나 다른 노선과의 환승이 없는 일부 단독역에서는 개찰 플로어에서 홈으로 하향 에스컬레이터가 설치되지 않은 역도 있다.
향후의 계획으로서, 다이쇼역에서는 마찬가지로 다이쇼구의 쓰루마치 방면으로의 연신이 검토되고 있다.
전역에 가동식 홈 울타리가 설치되어 있다. 2007년(헤세이 19년)의 예산안으로, 2010년도(2012년)까지 설치되는 것이 검토되고, 그 후, 2010년 6월부터 다이쇼역을 시작으로 순차 설치 공사가 행해져, 2011년 2월 10일까지 다이쇼역-쓰루미 녹지역 사이의 각 역에서 설치가 완료되어 사용이 시작되었다. 덧붙여 문진남역은 이 때는 설치 대상외였지만, 2011년도(2011년)에 설치되게 되어, 2011년 10월 31일에 전역에서 가동 개시했다.
2014년 3월 31일, 다른 오사카 시영 지하철(당시) 각 노선과 동시에 터널 내에서 NTT 도코모, KDDI, 소프트뱅크의 휴대전화 대기업 3사에 의한 4G-LTE 통신이 가능해졌다.

## 역사
- 1990년 3월 20일: 쓰루미료쿠치선으로서 교바시 ~ 쓰루미 녹지 구간이 개통함.
- 1996년 4월 30일: 1인 승무를 개시함.
- 1996년 12월 11일:
  - 나가호리쓰루미료쿠치선으로 노선 명칭을 변경함.
  - 신사이바시 ~ 교바시 구간이 연장 개통함.
- 1997년 8월 29일: 다이쇼 ~ 신사이바시 구간이 연장 개통함.
- 2006년 12월 24일: '오사카돔마에치요자키역' 명칭을 '돔마에치요자키역'으로 변경함.

## 운행 형태
자동열차운전장치(ATO)에 의한 원맨운전으로 승무원이 승무한다. 도어 조작은 운전대에 있는 모니터와 홈 상의 미러를 확인하여 실시한다. 비상시나 ATO 장치의 고장의 경우는 수동 운전으로 전환하는 경우가 있다.
문진남 방면의 최종열차를 제외하고 다이쇼역 - 몬진난역 간의 모든 구간의 통과 운전이다. 2013년 3월 23일부터, 문진남 방면의 최종열차만이지만, 요코제방행이 설정되었다. 반대로 다이쇼 방면의 열차에 요코제리역을 시발역으로 하는 정기열차는 없다. 러시 시에는 2~4분 간격, 낮에는 6분 40초 간격으로 운전되고 있다. 교세라 돔 오사카에서 이벤트 등이 개최되는 경우는 다이쇼역-신사이바시역·요코제방역 사이에서 임시열차가 운전되는 경우가 있다.
요코 제방 정지 열차를 설정할 수있는 것은 "요코 제 역 # 특징"에서 만지고있는대로, 차고 (쓰루미 검차장)가 쓰루 미 녹지 역 근처에 있지만, 차고에 직접 들어가는 배선이 요코 제방 방면과 연결 그렇기 때문이다.
심야에는 신사이바시역의 인상선에 유치되는 차량도 있다.

## 차량

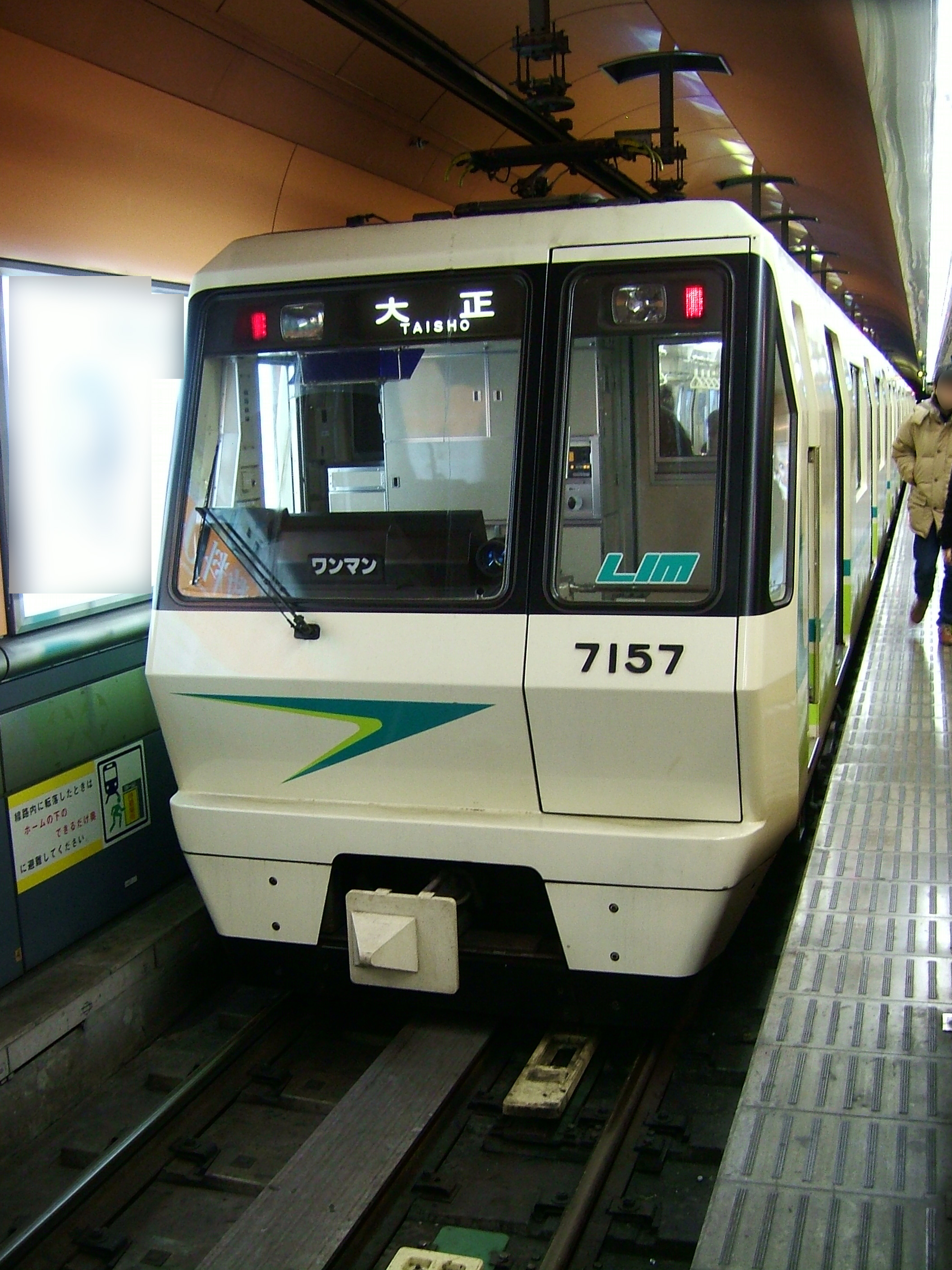
70계

- 70계

- 80계

## 역 목록
| 역 번호 | 역 이름              | 일본어 이름        | 거리 (km) | 접속 노선                                   | 소재지   | 소재지   | 소재지       |
| ------- | -------------------- | ------------------ | --------- | ------------------------------------------- | -------- | -------- | ------------ |
| N11     | 다이쇼               | 大正               | 0.0       | 오사카 순환선                               | 오사카부 | 오사카시 | 다이쇼구     |
| N12     | 돔마에치요자키       | ドーム前千代崎     | 0.6       | 한신 전기 철도 한신 난바 선(돔마에 역)      | 오사카부 | 오사카시 | 니시구       |
| N13     | 니시나가호리         | 西長堀             | 1.6       | 센니치마에 선                               | 오사카부 | 오사카시 | 니시구       |
| N14     | 니시오하시           | 西大橋             | 2.2       |                                             | 오사카부 | 오사카시 | 니시구       |
| N15     | 신사이바시           | 心斎橋             | 2.7       | 미도스지 선, 요쓰바시 선(요쓰바시 역)       | 오사카부 | 오사카시 | 주오구       |
| N16     | 나가호리바시         | 長堀橋             | 3.4       | 사카이스지 선                               | 오사카부 | 오사카시 | 주오구       |
| N17     | 마쓰야마치           | 松屋町             | 4.0       |                                             | 오사카부 | 오사카시 | 주오구       |
| N18     | 다니마치 6초메       | 谷町六丁目         | 4.4       | 다니마치 선                                 | 오사카부 | 오사카시 | 주오구       |
| N19     | 다마쓰쿠리           | 玉造               | 5.7       | 오사카 순환선                               | 오사카부 | 오사카시 | 덴노지구     |
| N20     | 모리노미야           | 森ノ宮             | 6.7       | 주오 선, 오사카 순환선                      | 오사카부 | 오사카시 | 주오 구      |
| N21     | 오사카 비즈니스 파크 | 大阪ビジネスパーク | 7.8       |                                             | 오사카부 | 오사카시 | 주오 구      |
| N22     | 교바시               | 京橋               | 8.5       | 오사카 순환선, 게이한 전기 철도 게이한 본선 | 오사카부 | 오사카시 | 미야코지마구 |
| N23     | 가모 4초메           | 蒲生四丁目         | 10.2      | 이마자토스지 선                             | 오사카부 | 오사카시 | 조토구       |
| N24     | 이마후쿠쓰루미       | 今福鶴見           | 11.4      |                                             | 오사카부 | 오사카시 | 조토구       |
| N25     | 요코즈쓰미           | 横堤               | 12.5      |                                             | 오사카부 | 오사카시 | 쓰루미구     |
| N26     | 쓰루미 녹지          | 鶴見緑地           | 13.7      |                                             | 오사카부 | 오사카시 | 쓰루미구     |
| N27     | 가도마미나미         | 門真南             | 15.0      |                                             | 오사카부 | 가도마시 | 가도마시     |

## 특징
각 역에 테마가 설정되어 있어 모든 역의 디자인 특징이 다르다. 최초로 개업한 쿄바시역-쓰루미 녹지역 사이에서는 하나하쿠에 맞추어 각 역마다 역의 꽃을 설정하고 있다. 콩코스 부분에 꽃의 큰 벽화가 그려져 있는 것이 특징이다. 이 구간의 역의 디자인은 나중에 생긴 역의 디자인에 비해 다소 어른스럽고, 홈의 의장은 각 역 공통이다. 1996년과 1997년에 개업한 쿄바시역-다이쇼역 사이의 각 역은 역의 소재지에 연관된 테마를 설정하고, 각 역의 홈이나 콩코스에 매우 특징이 있는 디자인을 실시하고 있다. 다만, 다이쇼측과 동시에 개업한 몬진난역은, 쿄바시역-쓰루미 녹지역 사이의 역의 디자인에 맞추고 있다.
각 역의 역 사인 등에 대해서도, 일본어 폰트에 대해서는, 타선구에서 사용되는 것(그 대부분이, 표제 MB31과 같은, 유연한 형상의 고딕체이다)와는 다른, 비교적 선형 스타일의 "고나 B BNAG"가 사용되었습니다.

전역이 섬식 홈이 되어 있어 일본의 많은 철도 차량에서는 좌측에 설치되어 있는 운전대가, 나가호리 쓰루미 녹지선의 전철에서는 원만 운전을 실시하기 때문에, 안전 확인 등을 실시하기 쉽도록 오른쪽으로 설치되어 있는 것도 특징이다(이마리 근선의 차량도 마찬가지).